# Центурія
Центурія (лат. centuria, від centum — сто):
1. одиниця майново-вікової класифікації громадян у Стародавньому Римі, на основі якої комплектувалося римське військо;
2. військова організаційно-тактична одиниця римського легіону, що налічувала бл. 100, згодом 60—80 солдатів під командуванням центуріона.
3. міра площі, що становила 200 югерів (50,364 га). При колонізації нових територій, земельний фонд ділився на центурії[en], кожну з яких виділяли приблизно на 100 сімей колоністів, звідки і назва міри.

У VI ст. до н. е. римський цар Сервій Туллій запровадив реформи, що вводили майновий ценз, згідно якого, всі громадяни Риму були розділені на 5 майнових розрядів. Кожний розряд мав відповідну кількість голосів у центуріатних коміціях, а, у разі збору ополчення для війни, був зобов'язаний виставити певну кількість центурій.
В епоху імперії центурія зберігала значення військового підрозділу: 6 центурій формували когорту, всього у складі легіону було 59 центурій. Первісно, центурія складалася приблизно із ста (зазвичай — 80) воїнів, на її чолі стояв центуріон, який вибирався з досвідчених солдатів або призначався полководцем. Звання центуріона приблизно відповідає сучасному званню капітана, але за соціальним становищем центуріони належали до солдатів.